# Келли, Мойра
Мойра Келли (англ. Moira Kelly, род. 6 марта 1968) — американская актриса и телевизионный режиссёр.

## Жизнь и карьера
Родилась в Куинсе, Нью-Йорк и была воспитана в католической семье. После окончания колледжа она появилась в нескольких местных театральных постановках, прежде чем дебютировала на экране в фильме 1991 года «К чертям собачьим».
Келли появилась в сорока фильмах и телевизионных шоу в период своей карьеры. Она получила известность после исполнения главной женской роли в фильме 1992 года «Чаплин», после чего озвучила одного из персонажей в коммерчески успешном анимационном фильме «Король Лев» (1994). Также она снялась в фильмах «С почестями», «Маленькая Одесса», «Срывая звёзды» и «Честная куртизанка»
На телевидении Келли сыграла главную роль в недолго просуществовавшем сериале «Владеть и обладать» в 1998 году. В следующем году она получила одну из центральных ролей в сериале «Западное крыло» и выиграла Премию Гильдии киноактёров США вместе с другими актёрами шоу. Персонаж Келли не был развит и она покинула сериал после одного сезона. Позже Келли имела более стабильную работу на телевидении, играя роль матери-одиночки героя Чада Майкла Мюррея в сериале «Холм одного дерева», где снималась с 2003 по 2009 год.

## Фильмография

### Актриса
| Год       |     | Русское название                             | Оригинальное название                      | Роль                           |
| --------- | --- | -------------------------------------------- | ------------------------------------------ | ------------------------------ |
| 1991      | с   | К чертям собачьим                            | The Boy Who Cried Bitch                    | Джессика                       |
| 1991      | ф   | Любовь, ложь и убийство                      | Love, Lies and Murder                      | Cinnamon Brown                 |
| 1991      | ф   | Билли Батгейт                                | Billy Bathgate                             | Ребекка (Бекки)                |
| 1992      | ф   | Золотой лёд                                  | The Cutting Edge                           | Кейт Мосли                     |
| 1992      | ф   | Твин Пикс: Сквозь огонь (огонь, иди со мной) | Twin Peaks: Fire Walk with Me              | Донна Хейворд                  |
| 1992      | ф   | Чаплин                                       | Chaplin                                    | Хетти Келли / Уна О'Нил Чаплин |
| 1992      | кор | Тридцать градусов ниже нуля                  | Thirty Below Zero                          | Люси                           |
| 1993      | тф  | Рассвет                                      | Daybreak                                   | Блю                            |
| 1994      | ф   | С почестями                                  | With Honors                                | Кортни Блюменталь              |
| 1994      | мф  | Король Лев                                   | The Lion King                              | Взрослая Нала                  |
| 1994      | ф   | Маленькая Одесса                             | Little Odessa                              | Алла Шустревич                 |
| 1995      | ф   | Тугая петля                                  | The Tie That Binds                         | Дана Клифтон                   |
| 1996      | ф   | Срывая звёзды (Отцепись от звезд)            | Unhook the Stars                           | Энн Мэри Маргарет              |
| 1996      | ф   | Смешной ангел: День из жизни Дороти          | Entertaining Angels: The Dorothy Day Story | Дороти Дэй                     |
| 1997      | ф   | Криминальный роман                           | Love Walked In                             | Вера                           |
| 1997      | ф   | Меняющиеся привычки                          | Changing Habits                            | Суш Тиг                        |
| 1998      | ф   | Честная куртизанка                           | Dangeroud Beauty                           | Беатрис Венье                  |
| 1998      | с   | Владеть и обладать (13 эпизодов)             | To Have & to Hold                          | Энни Корнелл                   |
| 1998      | мф  | Король Лев 2: Гордость Симбы                 | The Lion King II: Simba's Pride            | Нала                           |
| 1998      | тф  | Понедельник после чуда                       | Monday After the Miracle                   | Хелен Келлер                   |
| 1998      | ф   | Хочешь жить – умей вертеться                 | Hi-Life                                    | Сьюзан                         |
| 1999      | ф   | Играй для меня                               | Henry Hill                                 | Синтия                         |
| 1999—2000 | с   | Западное крыло (22 эпизода)                  | The West Wing                              | Мэнди Хамптон                  |
| 2001      | ф   | Безопасность вещей                           | The Safety of Objects                      | Сьюзен Трейн                   |
| 2002—2003 | с   | Сумеречная зона                              | The Twilight Zone                          | Элизабет Картер                |
| 2002—2004 | с   | Таксист                                      | Hack                                       | Ванесса Гриффин                |
| 2004      | мф  | Король Лев 3: Хакуна матата                  | The Lion King 3: Hakuna Matata             | Нала                           |
| 2006      | ф   | Два билета в рай                             | Two Tickets to Paradise                    | Кейт                           |
| 2007      | ф   | Ошеломление                                  | Remember the Daze                          | Миссис Форд                    |
| 2003—2009 | с   | Холм одного дерева (90 эпизодов)             | One Tree Hill                              | Карен Ро / Карен Скотт         |
| 2010      | с   | До смерти красива                            | Drop Dead Diva                             | Синди Каспер                   |
| 2012      | тф  | Улыбка размером с Луну                       | A Smile as Big as the Moon                 | Дарси Керсьес                  |

### Режиссёр
| Год       |   | Русское название               | Оригинальное название | Роль |
| --------- | - | ------------------------------ | --------------------- | ---- |
| 2006—2007 | с | Холм одного дерева (2 эпизода) | One Tree Hill         |      |